# Saron inermis
Saron inermis is een garnalensoort uit de familie van de Hippolytidae. De wetenschappelijke naam van de soort is voor het eerst geldig gepubliceerd in 1983 door Hayashi in Debelius.